# 프레온닥틸루스
프레온닥틸루스(Preondactylus)는 트라이아스기 후기에 서식한 익룡의 일종이다. 오늘날 유럽 대륙에서 주로 서식하였다. 학명은 "프레온 계속의 발가락"이란 의미를 갖고 있다. 화석은 이탈리아에서 발견되었고, 전체 몸 길이는 약 1.5m정도, 날개를 폈을 때의 총 길이는 약 45 cm 정도이다. 현재까지 알려진 익룡 중, 가장 작고 원시적인 종이다. 턱에는 단순한 원뿔형의 작은 이빨이 듬성듬성 나 있고, 물고기나 곤충을 잡아먹었을 것으로 보인다.